# Święta góra (film)
Święta góra (hiszp. La montaña sagrada, ang. The Holy Mountain) – meksykańsko-amerykański surrealistyczny film fantasy w reżyserii i według scenariusza Alejandro Jodorowsky’ego.

## Fabuła
W świecie pełnym zepsucia i chciwości potężny alchemik prowadzi mężczyznę przypominającego Jezusa Chrystusa i siedem innych osób na Świętą Górę, gdzie mają nadzieję osiągnąć oświecenie i zdobyć od tamtejszych mędrców sekret nieśmiertelności.

## Obsada
- Alejandro Jodorowsky - alchemik
- Horacio Salinas - złodziej
- Ramona Saunders - kobieta w tatuażach
- Juan Ferrara - Fon
- Adriana Page - Isla
- Burt Kleiner - Klen
- Valerie Jodorowsky - Sel
- Nicky Nichols - Berg